# Mała Wólka (województwo kujawsko-pomorskie)
Mała Wólka – kolonia w Polsce położona w województwie kujawsko-pomorskim, w powiecie lipnowskim, w gminie Skępe.
W latach 1975–1998 miejscowość należała administracyjnie do województwa włocławskiego.
Nazwa miejscowości została zniesiona z 2022 r.